# Pehr Norrmén
Pehr Herman Norrmén, född 22 april 1894 i Helsingfors, död 1 april 1945 i Stockholm, var en finländsk bankman, journalist och författare. Han var far till Margareta Norrmén.
Norrmén var son till Herman Norrmén. Han tog fil.kand.-examen 1913, och tillhörde den inre kretsen av unga akademiker som 1914 tog initiativet till jägarrörelsen och verkade för denna i Stockholm. Från 1923 till 1926 var han chefredaktör för Hufvudstadsbladet, därefter VD i Träförädlingsindustriernas i Finland arbetsgivare och tillhörde från 1931 Nordiska föreningsbankens direktion. 
Norrmén uppträdde som en pionjär på industrihistorikernas område.